# Daniella Weiss
Daniella Weiss (en hebreo: דניאלה וייס‎; Bnei Brak, 30 de agosto de 1945) es una colona extremista ortodoxa israelí y supremacista judía. Es miembro del movimiento extremista de colonos sionistas israelíes y fue la alcaldesa de Kedumim, un asentamiento ilegal israelí ubicado en la Cisjordania ocupada, en Palestina. Fue elegida alcaldesa de Kedumim por primera vez en septiembre de 1996 y reelegida para un segundo mandato entre noviembre de 2001 y 2007.
Fue sancionada por Canadá en junio de 2024 por violencia contra civiles en Cisjordania y por el Reino Unido en mayo de 2025.

## Biografía
Nació en Bnei Brak en 1945 y vivió sus primeros años en Tel Aviv. Su padre era de Estados Unidos y su madre de Polonia, ambos inmigrantes judíos y miembros de Leji, grupo terrorista judío ultranacionalista, con el que ambos participaron en actividades terroristas.
Asistió a una escuela secundaria sionista religiosa de Ramat Gan y estudió como parte del programa "Atuda" en la Universidad Bar Ilán. Desde la década de 1970, ha sido una figura notable en el movimiento de asentamientos Gush Emunim, activo en el establecimiento de muchas comunidades nuevas en el Área de Judea y Samaria. 

### Problemas con la justicia
En mayo de 1987, fue arrestada y condenada por los disturbios provocados por colonos israelíes en la ciudad de Kalkilia. Fue condenada a pagar una multa.  
En junio de 2007, fue acusada de obstruir a un agente de policía en el cumplimiento de su deber y de agredir a un agente de policía. Fue sentenciada a 5 meses de libertad condicional.  
El 3 de octubre de 2008, fue arrestada y acusada de agredir a un agente de policía, interferir con una investigación policial y obstaculizar a un oficial de policía en el desempeño de su deber. Fue puesta en libertad con arresto domiciliario mientras esperaba al juicio, el 6 de octubre de 2008. Fue arrestada y liberada rápidamente en diciembre de 2008 en Hebrón.  
En mayo de 2009, volvió a ser arrestada por agredir a un agente de policía y obstruir una investigación, por lo que se la sentenció a dos días de arresto domiciliario. 

### Posturas políticas
Daniella Weiss rechaza la política de "el que la hace la paga" o ataques en represalia que practican los jóvenes de las colinas argumentando que desvía a los colonos de lo que es su principal tarea: instalar más caravanas y hogares móviles para controlar cada vez más terreno de las colinas de Judea y Samaria. Ha declarado que la única medida que considera un precio aceptable es establecer un nuevo puesto de avanzada en respuesta a cada puesto de avanzada demolido por las autoridades israelíes.
En una entrevista de 2023 con la revista The New Yorker, declaró: 

"Los árabes perdieron su derecho a votar en la Knéset"

y cuando se le preguntó cómo se sentía acerca de la muerte de niños palestinos en Gaza, respondió que:

"Mis hijos van antes que los del enemigo".

Weiss declaró sobre lo que impulsa a algunos israelíes a colonizar los Territorios Palestinos:

″En Israel hay mucho apoyo a los asentamientos, y por eso ha habido gobiernos de derecha durante tantos años. El mundo, especialmente Estados Unidos, cree que puede haber un Estado palestino; pero si continuamos construyendo comunidades, lo impediremos. Queremos evitar la creación de un Estado palestino mientras que el mundo quiere dejar esa opción abierta; es muy sencillo de entender".

Durante la Guerra de Gaza organizó cruceros por la costa de Gaza para promover el asentamiento de judíos. 

### Sanciones internacionales
Sobre Daniela Weiss pesan una serie de sanciones internacionales impuestas por los gobiernos de varios países. El 27 de junio de 2024, el gobierno de Canadá decretó que siete colonos extremistas entre los que se incluye a Weiss se verán sujetos a sanciones por parte de este país, declarando que «la violencia de los colonos extremistas ha supuesto pérdidas de vidas palestinas y daños a propiedades y tierras de cultivo palestinas. Estos ataques también han generado el desplazamiento forzoso de comunidades palestinas, contribuyendo a la inseguridad tanto de palestinos como de israelíes en Cisjordania». Cerca de un año más tarde, el gobierno británico impuso sanciones a Weiss que, según el ministro de asuntos exteriores David Lammy, «demuestran nuestra determinación para pasar factura a los colonos extremistas mientras que las comunidades palestinas sufren violencia e intimidación». En concreto, el decreto acusaba a Weiss de «amenazar, perpetrar, promover y apoyar actos de agresión y violencia contra individuos palestinos».